# 羅塞-朵夫曼病
羅塞-朵夫曼病（英語：Rosai-Dorfman disease, RDD)，亦稱為羅塞-朵夫曼-德東貝病（英語：Rosai-Dorfman-Destombes disease）或竇組織細胞增生伴巨大淋巴結病（英語：Sinus histiocytosis with massive lymphadenopathy, SHML），是一種罕見的組織細胞增生性疾病。此病最早由 Destombes 於 1965 年描述，後於 1969 年由 Rosai 和 Dorfman 詳細闡述並命名為 SHML。過去，組織細胞學會 (Histiocyte Society) 將其歸類為非蘭格罕細胞組織細胞增生症。基於近年對其病理、遺傳和分子特徵的新認識，該學會在 2016 年重新分類，將典型的 RDD（包括家族性、散發性及其他非皮膚、非蘭格罕組織細胞增生症）歸入「R 組」組織細胞增生症。而皮膚型RDD則因其獨特的臨床和流行病學特徵，被單獨歸入「C 組」。
RDD 最典型的表現是兒童或年輕成人出現雙側頸部淋巴結無痛性腫大，但也可能影響淋巴結以外的器官（結外 RDD）。雖然過去認為 RDD 是一種反應性、非腫瘤性的疾病，但近年的研究發現部分病例存在克隆性基因突變，提示其可能具有腫瘤性質。RDD 與 IgG4 相關疾病 (IgG4-related disease, IgG4-RD) 之間的關聯性仍存在爭議。

## 病因及發病機制
RDD 的確切病因和發病機制尚未完全闡明。過去普遍認為這是一種反應性的、非腫瘤性的組織細胞增生過程，缺乏克隆性證據，因此未被納入 2017 年世界衛生組織的造血與淋巴組織腫瘤分類中。然而，近年來越來越多的證據顯示，至少一部分 RDD 病例具有克隆性。
研究發現，在淋巴結型和結外型 RDD（而非皮膚型RDD）中存在激酶突變，涉及的基因包括 ARAF、MAP2K1、NRAS 和 KRAS。一項研究顯示，高達 33% 的 RDD 病例帶有 KRAS 或 MAP2K1 突變。另一項針對 17 例 RDD 的研究利用標靶 DNA/RNA 測序和全外顯子組測序，發現了涉及 KRAS (4/17)、MAP2K1 (2/17)、NRAS (1/17)、ARAF (1/17) 和 CSF1R (1/17) 的驅動突變。此外，還發現了涉及細胞內運輸 (SNX24)、轉錄調控 (CIC, INTS2, SFR1, BRD4, PHOX2B)、細胞週期調控 (PDS5A, MUC4)、DNA 錯配修復 (ERCC2, LATS2, BRCA1, ATM) 和泛素蛋白酶體途徑 (USP35) 的基因變異。
BRAF V600E 突變常見於其他組織細胞腫瘤如蘭格罕細胞組織球增生症 和埃爾德海姆-切斯特病 (Erdheim-Chester disease, ECD)，但在 RDD 中則較為罕見。多項研究檢測了大量 RDD 病例，均未發現 BRAF V600E 突變。然而，近期有零星報導發現了 BRAF 突變。Fatobene 等人利用高靈敏度的數字 PCR 技術在一個淋巴結 RDD 病例中檢測到 BRAF V600E 突變。Mastropolo 等人則在一個同時患有 RDD 和 LCH 的病例中，通過檢測外周血單核細胞發現了 BRAF V600E 突變。Richardson 等人則在一個中樞神經系統 RDD 病例中發現了 BRAF 基因第 12 外顯子的一個罕見缺失突變 (見表 1)。
儘管 RDD 細胞表達 S100 蛋白（通常見於樹突狀細胞），但目前認為其來源細胞更可能是活化的巨噬細胞而非樹突狀細胞。研究人員曾試圖尋找可能的病毒誘因，如人類疱疹病毒第六型 (HHV-6)、微小病毒 B19 和 EB 病毒，但未能證實其致病關聯。

## 分類
根據 2016 年組織細胞學會的分類，RDD 主要分為以下幾類：
- R組：
  - 散發性RDD(Sporadic RDD)： 這是最常見的形式。
    - 典型淋巴結型RDD(Classic nodal RDD)
    - 結外型RDD(Extranodal RDD)
    - 與腫瘤相關的RDD(Neoplasia-associated RDD)：可伴隨淋巴瘤（包括霍奇金淋巴瘤[29][30][31] 及非霍奇金淋巴瘤如濾泡性淋巴瘤[32]、T 細胞淋巴瘤[33][34][35]、小淋巴細胞淋巴瘤[30][36]、套細胞淋巴瘤[37]、邊緣區淋巴瘤[30][38][39]、瀰漫大 B 細胞淋巴瘤[40][41][42][43]、蕈樣肉芽腫[44] 、大細胞免疫母細胞性淋巴瘤和小無裂細胞淋巴瘤[45] 等）[32]-[43]、白血病（如急性髓系白血病[46]、急性淋巴細胞白血病[47][48]）[46]-[48]、惡性組織細胞增生症[49][50]、LCH[51][52][53][54] 和 ECD[55] 等（見表 2）。
    - 與免疫疾病相關的RDD(Immune disease-associated RDD)：可伴隨系統性紅斑狼瘡 (SLE)、幼年特發性關節炎 (idiopathic juvenile arthritis)、自身免疫性溶血性貧血(autoimmune haemolytic anaemia) 和HIV感染等[1][56]。
- 家族性RDD：
  - H綜合症(H syndrome / Faisalabad histiocytosis)：由 SLC29A3 基因突變引起的體染色體隱性遺傳病，約 20% 的患者會出現 RDD（淋巴結和/或結外，如皮膚、鼻腔）[57][58][59][60][61][62]。其特徵包括皮膚色素沉著過度、多毛症、肝脾腫大、聽力喪失、心臟異常、性腺功能低下、身材矮小、高血糖和拇趾外翻等[63][64][65]。
  - FAS缺乏或自身免疫性淋巴增生綜合症(ALPS)相關的RDD：由 TNFRSF6 基因的胚系突變引起[66]。一項研究發現 41% 的 ALPS 患者有淋巴結 RDD[66]。僅有一例涉及脾臟的結外 RDD 在此背景下被報導[50]。

- C 組：
  - 皮膚型RDD(Cutaneous RDD)： 被認為是獨立的疾病實體，歸類於皮膚組織細胞增生症中的非黃色肉芽腫家族[6]。

## 臨床表現

### 典型RDD
典型RDD最常見的表現是雙側、無痛性頸部淋巴結顯著腫大，常伴有發燒、體重減輕和盜汗等全身症狀。此病好發於兒童和年輕成人，平均發病年齡約 20.6 歲，在非洲裔人群中較常見，男性略多於女性（男女比例約 1.4:1）。除了頸部淋巴結，腹股溝、腹膜後和縱膈腔的淋巴結也可能受累。

### 結外型RDD
超過 40% 的 RDD 患者會出現淋巴結以外的器官受累（結外 RDD）。少數情況下，結外 RDD 可能在沒有淋巴結腫大的情況下單獨發生，這類患者通常年齡較大，且人口統計學特徵與典型 RDD 不同。常見的結外受累部位包括：
- 皮膚 (10%)[3][70]
- 鼻腔 (11%)[1]
- 骨骼 (5%–10%)[1][71]
- 眼眶組織 (11%)[1]
- 中樞神經系統 (5%，主要影響腦膜)[68][72]-[73]

骨骼受累在 X 光片上通常表現為邊界清晰、伴有硬化邊緣的溶骨性病灶，約 10% 的骨骼 RDD 患者同時有淋巴結受累。中樞神經系統受累在臨床上可能類似腦膜瘤，且通常不伴有淋巴結病變。孤立的顱內 RDD 也有報導。

### 皮膚型RDD
皮膚 RDD 患者的平均發病年齡（約 43.5 歲）比典型 RDD 患者大，女性比例更高（約 2:1），且在亞洲和白種人群中比例較高。這類患者通常沒有全身性疾病或其他器官受累，即使長期追蹤，病變也傾向於局限在皮膚。最常見的皮膚表現是丘疹和結節（約 80%），其他表現還包括硬化性斑塊、腫瘤樣病灶、痤瘡樣病灶或發疹性黃色瘤樣病灶。

### 實驗室檢查
實驗室檢查可能發現紅血球沉降率升高、白血球增多、高丙種球蛋白血症和自身免疫性溶血性貧血等。

## 病理學發現

### 肉眼所見
受RDD影響的淋巴結通常腫大、相互粘連，形成堅實的多結節狀腫塊。切面呈黃白色，淋巴結包膜可能增厚纖維化。

### 顯微鏡下所見
RDD 在顯微鏡下最顯著的特徵是淋巴竇極度擴張。在晚期病例中，淋巴結結構可能被彌漫浸潤的組織細胞所破壞。皮質區可見大量活化的 B 細胞和成熟漿細胞，幾乎沒有濾泡形成，這些深染的淋巴漿細胞區域與淺染的組織細胞區域交替出現，形成「明暗相間」的外觀。
擴張的淋巴竇內充滿了大量體積較大的組織細胞，這些細胞的細胞核染色質較少、輪廓光滑，具有小而清晰的圓形核仁，細胞質豐富、淡染、呈羽毛狀或絲縷狀）。偶爾可見多核細胞、細胞異型性和罕見的有絲分裂象，但大多數細胞仍保持光滑的核輪廓和豐富的淡染細胞質。
一個非常有用的特徵是emperipolesis，指的是在 RDD 組織細胞的細胞質內可見到完整的、未被消化的淋巴細胞、漿細胞或中性粒細胞等。這些細胞位於胞質空泡內或自由漂浮。雖然此現象很有提示性，但並非 RDD 所特有，也非診斷所必需，尤其在結外病灶中可能不明顯或缺乏。背景中可見中性粒細胞，有時形成微小膿腫，而嗜酸性粒細胞通常缺如。病灶中可能出現明顯的纖維化或硬化，呈席紋狀 (storiform) 排列，並可見小葉狀結構。
結外病灶的組織學形態與淋巴結 RDD 非常相似，但可能表現出更明顯的淋巴濾泡及生發中心、更顯著的纖維化/硬化、相對較少的組織細胞以及更不明顯的淋巴細胞內泳現象。
皮膚型RDD通常是真皮層的病變，有時可累及皮下組織。病灶通常呈結節狀，邊界不清，可浸潤周圍組織。同樣可見具有淋巴細胞內泳現象的典型 RDD 組織細胞。這些細胞可以呈帶狀或片狀分佈，形成明暗相間的外觀，或者呈雜亂分佈，低倍鏡下類似「星空」樣。漿細胞和中性粒細胞常常存在，並可能形成微小膿腫。
需要注意的是，RDD可能與淋巴瘤、ECD或LCH同時存在。若懷疑合併其他疾病，需仔細檢查標本。根據共識，只有當RDD病灶佔據超過10%的組織時，才能診斷為「與腫瘤相關的RDD」。

### 細針抽吸細胞學檢查
細針抽吸塗片可見背景為混合性的淋巴細胞群，包括淋巴細胞、漿細胞，並散佈著體積較大的組織細胞。這些組織細胞具有卵圓形、染色質疏鬆的細胞核和明顯的核仁，細胞質豐富、呈羽毛狀，可見淋巴細胞內泳現象。

### 輔助檢查
免疫組織化學染色對於確診 RDD 和排除其他疾病至關重要。RDD 的組織細胞特徵性地表達 S100 蛋白、CD68 和 CD163，並且 CD1a 和 Langerin (CD207) 染色呈陰性，後兩者陰性有助於排除 LCH。S100 染色常常能更清晰地顯示淋巴細胞內泳現象。背景中的漿細胞會表達 CD38、CD138 和 MUM1。
部分 RDD 病例中可見大量 IgG4 陽性漿細胞。基於專家共識，組織細胞學會建議所有 RDD 病例都應進行 IgG4 染色檢測（證據等級 D2）。關於 IgG4 陽性漿細胞增多的意義，詳見「與 IgG4 相關疾病的關聯」一節。

## 診斷
RDD 的診斷主要依賴於組織病理學檢查。在腫大的淋巴結或其他受累組織的活檢標本中，觀察到特徵性的組織學改變，即淋巴竇擴張，充滿大的、細胞質淡染、表達 S100 蛋白的組織細胞，並常見淋巴細胞內泳現象，同時排除 LCH（CD1a/Langerin 陰性），即可確診。免疫組織化學染色是必不可少的輔助手段。

## 鑑別診斷
RDD 需要與多種疾病進行鑑別診斷：
- 蘭格罕細胞組織球增生症 (LCH)：這是最重要的鑑別診斷。LCH 的組織細胞核常有溝槽（咖啡豆樣），通常伴有嗜酸性粒細胞浸潤，且免疫染色表達 CD1a 和 Langerin，而 RDD 則缺乏這些特徵。兩者均可表達 S100。需要注意 RDD 和 LCH 可能同時存在[52][53]。
- 反應性竇組織細胞增生：缺乏 RDD 特徵性的組織細胞形態和 S100 陽性。
- 間變性大細胞淋巴瘤 (ALCL)：腫瘤細胞核異型性更明顯，可見「標誌細胞」(hallmark cells)，表達 CD30。
- 轉移癌和惡性黑色素瘤：通常缺乏淋巴細胞內泳現象。癌細胞表達細胞角蛋白 (cytokeratin)，黑色素瘤細胞表達 HMB45、Melan-A 和 SOX10（雖然也表達 S100）。
- 其他儲積病或感染：如戈謝病（組織細胞胞質呈「皺紙樣」）、惠普爾病（巨噬細胞內含 PAS 陽性桿菌，常累及腸繫膜淋巴結）。
- 霍奇金淋巴瘤：可見典型的 Reed-Sternberg 細胞或 Hodgkin 細胞，表達 CD30 和 CD15，S100 陰性。
- 頭頸部病變：需與鼻硬結病 (rhinoscleroma)、肉芽腫性多血管炎 (GPA)、結外 NK/T 細胞淋巴瘤等鑑別。
- 皮膚病變：需與幼年型黃色肉芽腫 (JXG) 鑑別，後者組織細胞 S100 陰性，可見 Touton 巨細胞，缺乏淋巴細胞內泳現象。
- IgG4 相關疾病：尤其對於伴有明顯纖維化（特別是席紋狀纖維化）和大量漿細胞浸潤的 RDD 病例（尤其是皮膚 RDD），需要與 IgG4 相關疾病鑑別。

## 與 IgG4 相關疾病的關聯
RDD 與 IgG4 相關疾病 (IgG4-RD) 之間是否存在關聯是一個有爭議的話題。部分 RDD 病例，特別是皮膚 RDD，可以表現出與 IgG4-RD 相似的組織學特徵，例如席紋狀纖維化和豐富的漿細胞浸潤。自 2009 年 Kuo 等人首次報導在皮膚 RDD 中發現大量 IgG4 陽性漿細胞以來，後續有多項研究在淋巴結和結外 RDD 中也觀察到類似現象，部分病例的 IgG4/IgG 漿細胞比例升高（見表 3）。
然而，這種關聯並未得到普遍接受。一些研究並未發現 RDD 中 IgG4 陽性漿細胞的顯著增加。重要的是，2012 年關於 IgG4-RD 病理學的共識聲明 和 2015 年關於其管理和治療的共識指南 均強調，IgG4-RD 的診斷需要結合臨床、血清學和組織學等多方面證據，單純的組織學發現（包括 IgG4 陽性漿細胞數量增加）本身並不具備診斷特異性，因為許多其他炎性疾病也可能出現此現象。事實上，RDD 被列為可能在臨床或組織學上模仿 IgG4-RD 的疾病之一。
儘管如此，基於專家意見，組織細胞學會在其 2016 年的分類中建議所有 RDD 病例都應進行 IgG4 染色檢測。然而，如何解讀檢測結果目前尚無明確指南。在實踐中，病理報告應記錄 IgG4 陽性漿細胞的數量（通常以每高倍視野下的平均細胞數表示），並註明單獨此項結果在缺乏其他支持 IgG4-RD 的臨床、血清學或影像學證據時意義不明。

## 治療與預後
散發性 RDD 通常是一種自限性疾病，預後良好，高達 50% 的病例無需治療即可自行緩解。然而，約有 10% 的患者可能因疾病的直接併發症、繼發感染或澱粉樣變性而死亡。
2018 年發布了關於 RDD 診斷和臨床管理的共識建議。對於無症狀的淋巴結病變或皮膚病變，建議採取觀察等待的策略。對於局灶性的結外病變，或出現氣道、顱內、脊髓或鼻竇等部位壓迫症狀時，可考慮手術切除。對於多灶性、無法切除的結外病變，則可能需要全身性治療。目前尚無標準化的治療方案，可選用的治療方法包括皮質類固醇、西羅莫司 (sirolimus)、放射治療、化學治療和免疫調節治療等。
目前尚缺乏足夠證據明確分子變異與預後的關係。共識建議對於病情嚴重或難治的 RDD 患者，可考慮進行針對 MAPK 信號通路相關基因的次世代測序，若發現驅動突變，可考慮使用標靶治療。